# Reino Unido dos Países Baixos
O Reino Unido dos Países Baixos (em neerlandês Verenigd Koninkrijk der Nederlanden; em francês Royaume-Uni des Pays-Bas e em alemão Vereinigtes Königreich der Niederlande) foi um reino formado pelos atuais Países Baixos, Bélgica, Luxemburgo e parte da Alemanha, que existiu de 1815 a 1830 e por um breve tempo em 1839.
Foi criado a partir de territórios conquistados pelo Primeiro Império Francês após a dissolução deste durante o Congresso de Viena em 1815. Neste estado, habitualmente chamado Reino dos Países Baixos, a Casa de Orange-Nassau converteu-se na possuidora do trono no novo país.

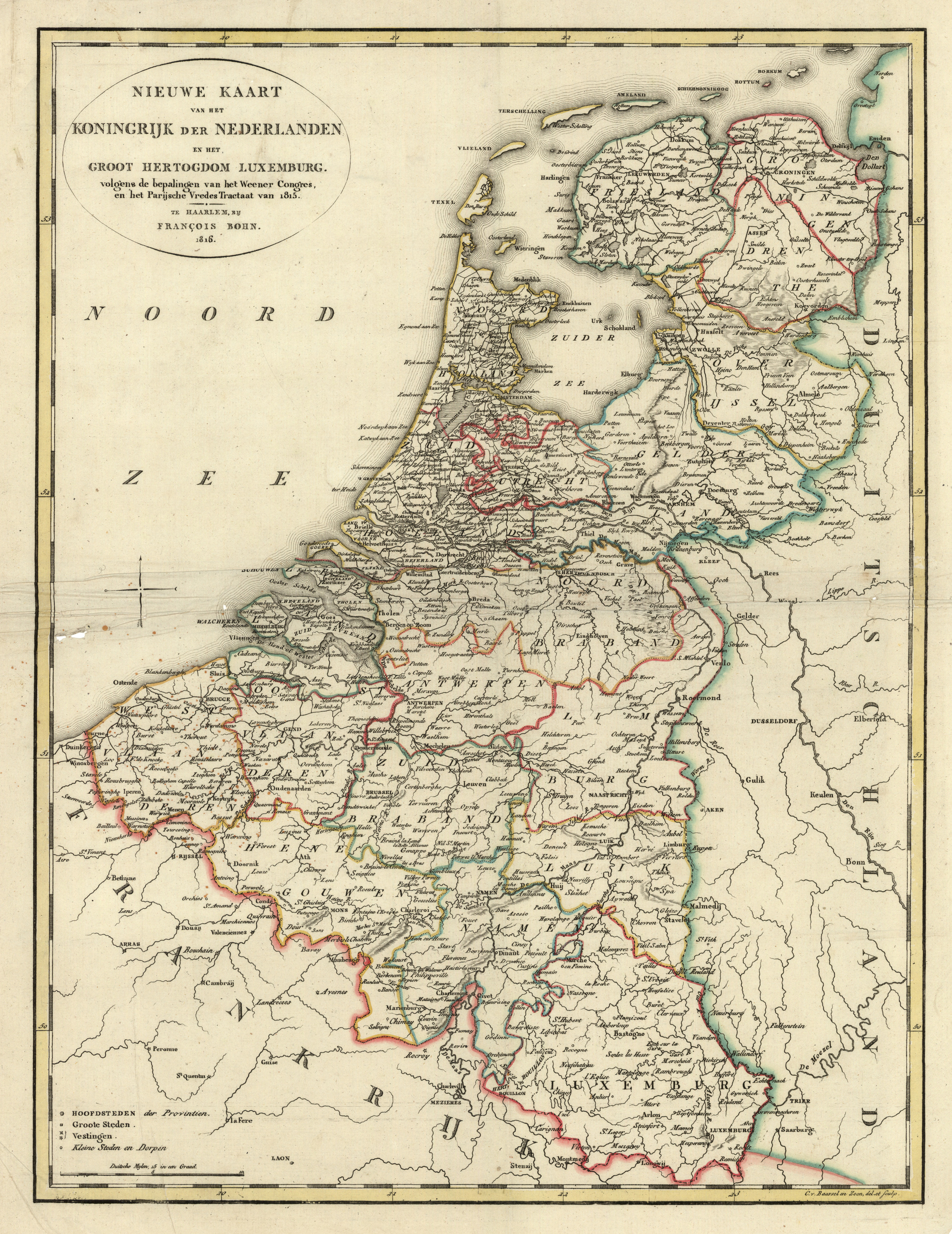
Novo Mapa do Reino dos Países Baixos e do Grão-Ducado do Luxemburgo, 1815

A intenção, quando se criou este estado, era formar uma organização territorial estável ao norte da França, para impedir novas ambições francesas naquela região. Dissolveu-se quando as províncias do sul se uniram à recém-nascida Bélgica, embora as províncias do norte não tenham reconhecido a independência belga senão em 1839, quando as províncias do norte formaram o Reino dos Países Baixos. O grão-ducado do Luxemburgo seria controlado pelos Orange até 1890 aquando do falecimento de Guilherme III. As mulheres da família não estavam habilitadas para ocupar o trono devido à lei sálica, separando-se o Luxemburgo num novo estado controlado pelos Weilburg, um ramo dos Nassau formado em 1783.

## Antecedentes
Antes das Guerras Revolucionárias Francesas (1792-1802), os Países Baixos eram uma colcha de retalhos de diferentes políticas criadas pela Guerra dos Oitenta Anos (1568-1648). A República Holandesa no norte era independente; o sul dos Países Baixos foi dividido entre os Países Baixos austríacos e o Príncipe-Bispado de Liège - o primeiro fazia parte da monarquia dos Habsburgos, enquanto ambos faziam parte do Sacro Império Romano-Germânico. No rescaldo da Revolução Francesa, a Guerra da Primeira Coalizão estourou em 1792 e a França foi invadida pela Prússia e pelo Sacro Império Romano. Após dois anos de luta, os Países Baixos austríacos e Liège foram capturados pelos franceses em 1794 e anexados à França. A República Holandesa entrou em colapso em 1795 e tornou-se um estado cliente francês.

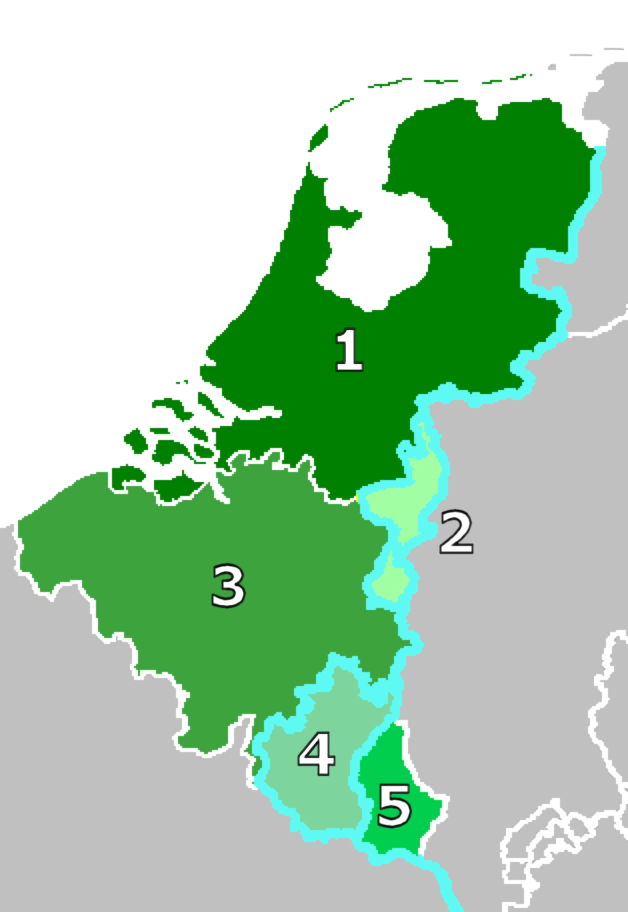
Os Países Baixos, Bélgica, Luxemburgo e Limburgo em 1839
1, 2 e 3 Reino Unido dos Países Baixos (até1830)
1 e 2 Reino dos Países Baixos (depois de 1830)
2 Ducado de Limburgo (na Confederação Germânica depois de 1839)
3 e 4 Reino da Bélgica (depois de 1830)
4 e 5 Grão-Ducado do Luxemburgo (limites até 1830)
4 Província do Luxemburgo (unida à Bélgica em 1830)
5 Grão-Ducado do Luxemburgo (Luxemburgo alemão depois de 1839)
A azul os limites com a Confederação Germânica

## Criação dos Países Baixos Unidos
Em 1813, a Holanda foi libertada do domínio francês por tropas prussianas e russas durante as Guerras Napoleônicas. Era dado como certo que qualquer novo regime teria que ser chefiado pelo filho do último stadhouder holandês, William Frederik de Orange-Nassau. Um governo provisório foi formado, a maioria dos quais membros ajudou a expulsar a Casa de Orange 18 anos antes. No entanto, eles perceberam que seria melhor, a longo prazo, oferecer a liderança do novo governo a William Frederik, em vez de tê-lo imposto pelos aliados. Assim, William Frederik foi instalado como o "príncipe soberano" de um novo Principado Soberano dos Países Baixos Unidos. O futuro do sul da Holanda, no entanto, era menos claro. Em junho de 1814, as Grandes Potências concordaram secretamente com os Oito Artigos de Londres, que alocavam a região aos holandeses, como Guilherme havia defendido. Em agosto daquele ano, William Frederik foi nomeado governador-geral do sul da Holanda e príncipe-bispo de Liège, que combinados são quase tudo o que hoje é a Bélgica. Para todos os efeitos, William Frederik completou o sonho de três séculos de sua família de unir os Países Baixos sob uma única regra.
As discussões sobre o futuro da região ainda estavam em andamento no Congresso de Viena, quando Napoleão tentou retornar ao poder nos "Cem Dias". William aproveitou a ocasião para se declarar rei em 16 de março de 1815 como Guilherme I. Após a Batalha de Waterloo, as discussões continuaram.
Em troca do sul dos Países Baixos, Guilherme concordou em ceder o Principado de Orange-Nassau e partes de Liège à Prússia em 31 de maio de 1815. Em troca, William também ganhou o controle sobre o Ducado de Luxemburgo, que foi elevado a grão-ducado e colocado em contato pessoal com os Países Baixos, embora permanecesse parte da Confederação Germânica.

## Tensões regionais
As diferenças entre o sul e o norte da Holanda nunca foram totalmente resolvidas. Os dois foram divididos pela questão da religião porque o sul era fortemente católico romano e o norte em grande parte reformado holandês. A Igreja Católica na Bélgica se ressentia da invasão do Estado em seus privilégios tradicionais, especialmente na educação. Nas partes de língua francesa do sul, as tentativas de impor o uso da língua holandesa foram particularmente ressentidas entre a elite.  Muitos belgas acreditavam que a constituição dos Países Baixos Unidos os discriminava. Embora representassem 62% da população, eles receberam apenas 50% dos assentos na Câmara e menos no Senado, enquanto o estado extraía dinheiro do sul mais rico para subsidiar o norte. Em meados da década de 1820, uma união de oposição se formou na Bélgica, unindo liberais e conservadores católicos contra o domínio holandês.

### Revolução Belga e secessão
A Revolução Belga eclodiu em 25 de agosto de 1830, inspirada pela recente Revolução de Julho na França. Uma intervenção militar em setembro não conseguiu derrotar os rebeldes em Bruxelas, radicalizando o movimento. A Bélgica foi declarada um estado independente em 4 de outubro de 1830. Uma monarquia constitucional foi estabelecida sob o rei Leopoldo I.
Guilherme I recusou-se a aceitar a secessão da Bélgica. Em agosto de 1831, ele lançou a Campanha dos Dez Dias, uma grande ofensiva militar na Bélgica. Embora inicialmente bem-sucedidos, os franceses intervieram para apoiar os belgas e a invasão teve que ser abandonada.  Após um período de tensão, um acordo foi acordado no Tratado de Londres em 1839. Os holandeses reconheceram a independência belga, em troca de concessões territoriais.  A fronteira entre os dois países foi finalmente fixada pelo Tratado de Maastricht em 1843. Luxemburgo tornou-se um estado autônomo em união pessoal com os holandeses, embora cedendo algum território à Bélgica.